# Alex Chilton

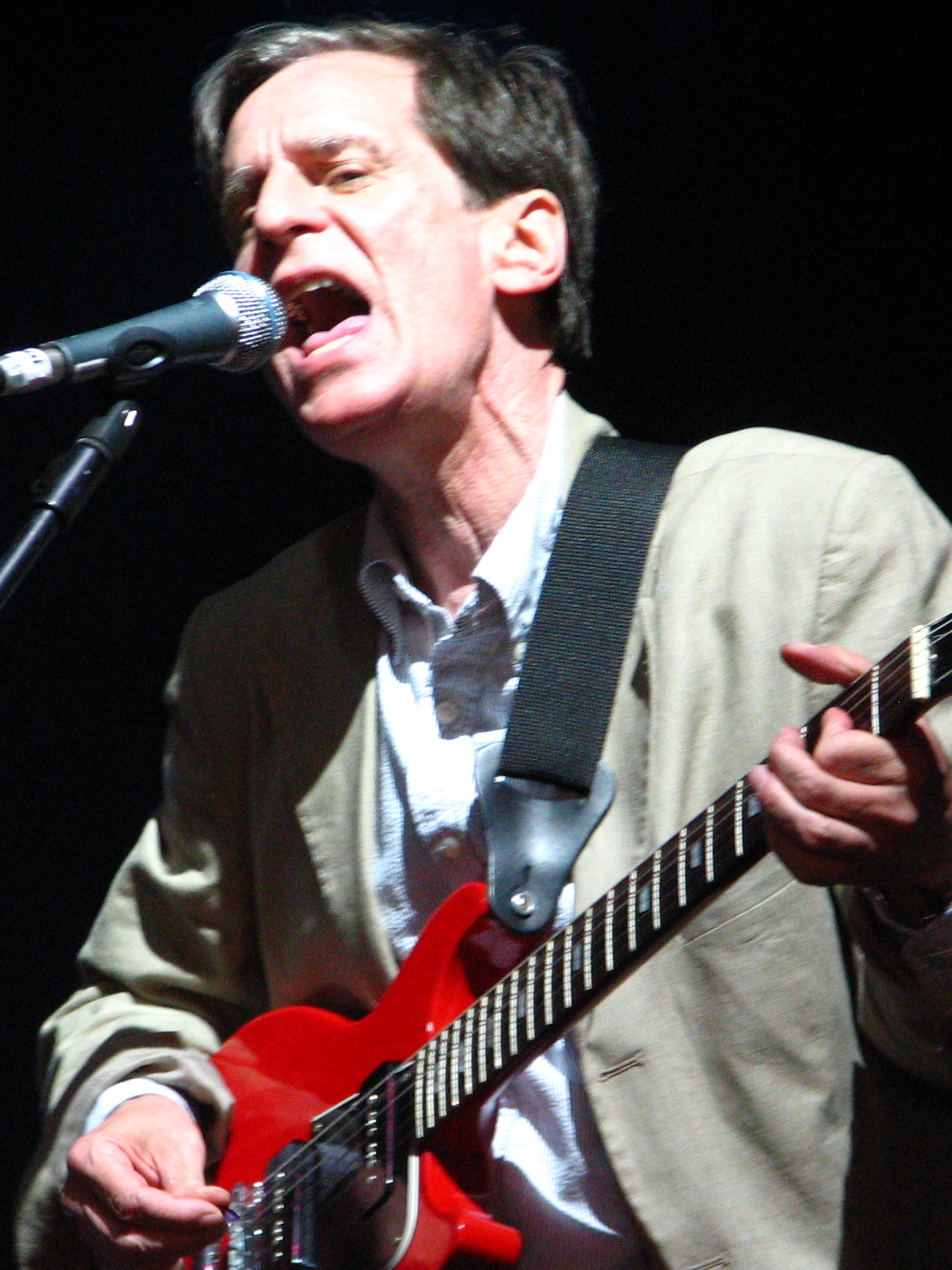
Alex Chilton, 2009

William Alexander Chilton (* 28. Dezember 1950 in Memphis, Tennessee; † 17. März 2010 in New Orleans, Louisiana) war ein US-amerikanischer Sänger, Songwriter, Gitarrist und Produzent. Er wurde vor allem als Mitglied der Rockbands The Box Tops und Big Star bekannt.

## Leben
Als jugendlichem Sänger der Box Tops gelang ihm in den 1960ern mit dem Song The Letter ein internationaler kommerzieller Erfolg, der für zwei Grammys nominiert wurde. Er veröffentlichte auch auf Independent-Labeln wie Last Call Records, New Rose, Razor and Tie und Bar/None. Michael Pilz schrieb über ihn: „Für viele war er eine Leitfigur, weil es ihm [… nach The Letter …] konsequent gelang, von Industrie und Masse ignoriert zu werden.“ Karl Bruckmaier schrieb: „Er will ein Big Star sein, und so heißt auch seine neue Band, Big Star nicht Popstar, eine britische Ein-Mann-Invasion, die in Memphis, Tennessee, beginnt und nirgendwo hinführt – ausgenommen in die Herzen von ein paar tausend Fans.“
Seine Kompositionen wurden von zahlreichen Kollegen gecovert, so von The Bangles, Jeff Buckley, Garbage, Kristin Hersh, Placebo, Elliott Smith, This Mortal Coil, Yo La Tengo und Teenage Fanclub. Zu Chiltons weiteren bekannten Songs bzw. Interpretationen gehören  Thirteen (mit Big Star), und In the Street, das 1999 von Cheap Trick für die Fernseh-Sitcom Die wilden Siebziger gecovert wurde. The Replacements schrieben einen Song über ihn, Alex Chilton, erschienen 1987 auf ihrem Album Pleased to Meet Me.
Chilton, der in New Orleans lebte, wurde am 17. März 2010 ins Krankenhaus gebracht, weil er über gesundheitliche Probleme klagte. Er starb am selben Tag, vermutlich an einem Herzinfarkt. Er hinterließ seine Frau und einen Sohn.

## Solodiskografie
- Singer Not the Song (EP) (Ork, 1977)
- One Day in New York (Trio Music, 1978)
- Bangkok/Can't Seem to Make You Mine (Single) (Fun, 1978)
- Like Flies on Sherbert (Peabody, 1979)
- Bach's Bottom (Line, 1981)
- Live in London (Aura, 1982)
- Feudalist Tarts (EP) (New Rose/Big Time, 1985; wiederveröffentlicht 1994 auf Razor & Tie)
- Lost Decade (Fan Club, 1985)
- Document (Aura, 1985)
- No Sex (EP) (New Rose/Big Time, 1986; wiederveröffentlicht 1994 auf Razor & Tie)
- Stuff (New Rose, 1987)
- High Priest (New Rose/Big Time, 1987; wiederveröffentlicht 1994 auf Razor & Tie)
- Black List (EP) (New Rose, 1989; wiederveröffentlicht 1994 auf Razor & Tie)
- Best of Alex Chilton (New Rose, 1991)
- 19 Years: A Collection of Alex Chilton (Rhino, 1991)
- Clichés (Ardent, 1994)
- A Man Called Destruction (Ardent, 1995)
- 1970 (Ardent, 1996)
- Acoustic By Candlelight (Knitting Factory, 1997)
- Top 30 (Last Call, 1997)
- Cubist Blues, mit Ben Vaughan und Alan Vega (Discovery, 1997)
- Loose Shoes and Tight Pussy (Last Call, 1999) – aka Set (Bar/None, 2000)
- Live in Anvers (Last Call, 2004)